# 金头扇尾莺
金头扇尾莺，又名金頭扇尾鶯，为扇尾鶯科扇尾莺属的鸟类，分布於澳洲及十三個亞洲國家该物种的模式产地在澳大利亚雪梨。。
牠的體長可達9—11.5 cm（3.5—4.5英寸），通常呈現棕色和奶油色，但在繁殖季節時，牠的外觀會發生變化，變為金色的身體，且尾巴明顯縮短。黃頭扇尾鶯是雜食性動物，並經常發出各種聲音。牠被稱為「所有鳥類中最優秀的裁縫」，因為牠會用植物和蜘蛛絲構築巢穴。牠在雨季交配。由於分布範圍廣泛且族群龐大，數量被認為正在增加。

## 分類
黃頭扇尾鶯由博物學家尼古拉斯·艾爾沃德·維格和托馬斯·霍斯菲爾德於1827年描述，並賦予牠雙名法名稱Malurus exilis。 種小名exilis是拉丁語，意為「小的」、「纖細的」或「瘦的」。 現在牠被歸入扇尾鶯屬（Cisticola），該屬由德國博物學家約翰·雅各布·考普於1829年建立。 它也曾被稱為縫葉鳥，但與縫葉鶯屬（Orthotomus）（該屬包含13種被稱為縫葉鶯的物種）關係不密切。
有十二個亞種被承認：
- 金头扇尾莺滇西亚种 C. e. tytleri Jerdon, 1863 – 尼泊爾南部和印度東北部至緬甸北部及中國西南部。在中国大陆，分布于云南等地。该物种的模式产地在孟加拉国。[9]
- C. e. erythrocephalus Blyth, 1851 – 印度半島
- C. e. equicaudatus Baker, E.C.S., 1924 – 緬甸東部、泰國和印度支那
- 金头扇尾莺华南亚种 C. e. courtoisi La Touche, 1926 – 中國南部和東部。在中国大陆，分布于云南、贵州、广西、湖南、安徽、江西、福建等地。该物种的模式产地在云南。[10]
- 金头扇尾莺台湾亚种 C. e. volitans (R. Swinhoe, 1859) – 台灣。臺灣話稱塚仔鳥(thióng-á-tsiáu)。分布于台湾等地。该物种的模式产地在台湾。[11]
- C. e. semirufus Cabanis, 1872 – 菲律賓及蘇祿群島
- C. e. rusticus Wallace, 1863 – 蘇拉威西及南馬魯古群島
- C. e. lineocapilla Gould, 1847 – 蘇門答臘、西南婆羅洲、爪哇、小巽他群島和澳洲西北部
- C. e. diminutus Mathews, 1922 – 新幾內亞、托雷斯海峽群島及澳洲東北部
- C. e. alexandrae Mathews, 1912 – 澳洲北部內陸
- C. e. exilis (Vigors & Horsfield, 1827) – 澳洲東部和東南部
- C. e. polionotus Mayr, 1934 – 俾斯麥群島

## 描述

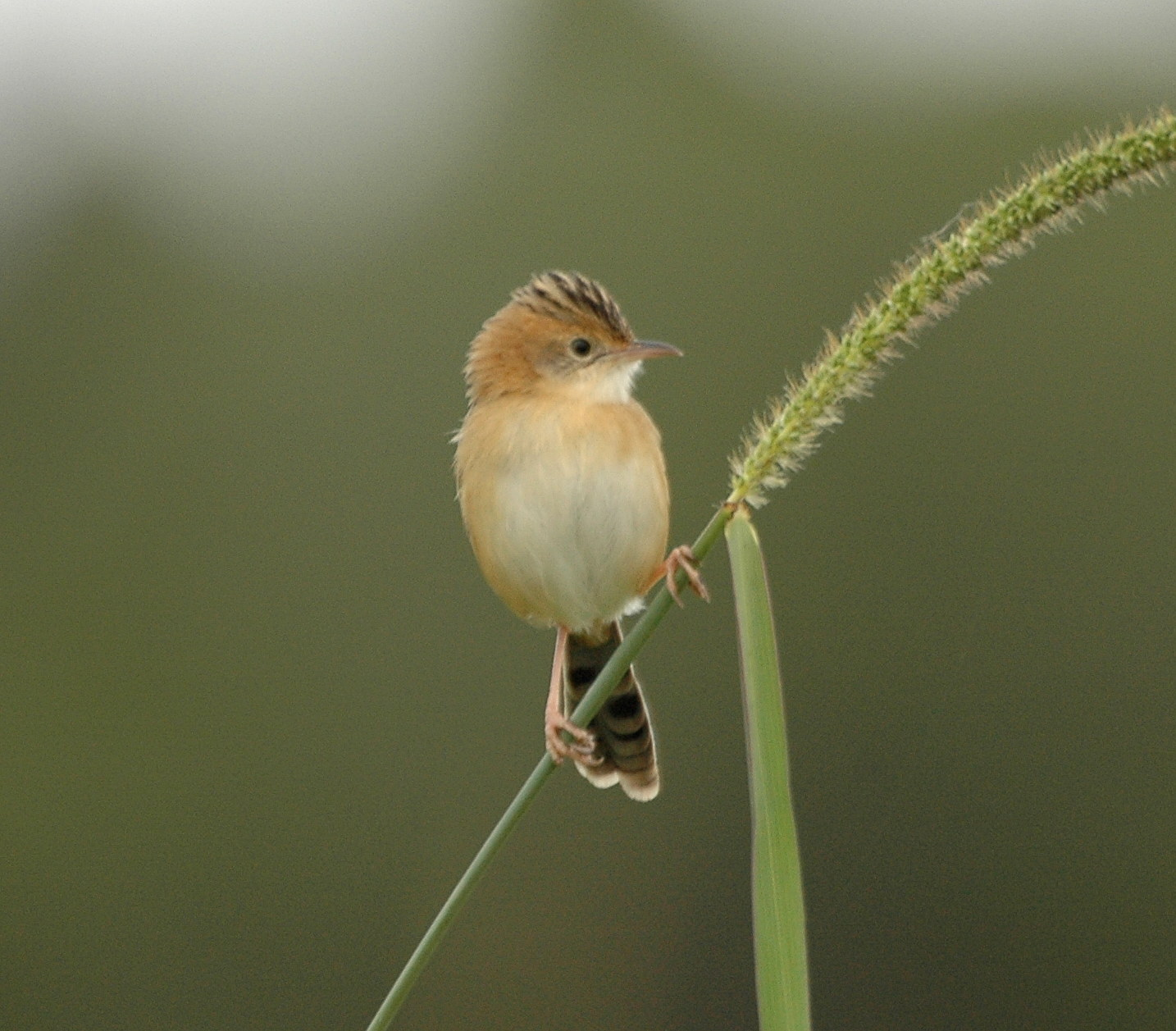
The golden-headed cisticola's cream-coloured underside

黃頭扇尾鶯是小型鳥類，體長可達9—11.5 cm（3.5—4.5英寸），體重約6—10 g（0.21—0.35 oz），雄性稍微重於雌性。儘管牠的外觀與黑背扇尾鶯（Cisticola eximius）相似，但繁殖季節的黃頭扇尾鶯尾巴較短。 棕扇尾鶯（Cisticola juncidis）也與其相似，但沒有黃頭扇尾鶯那樣的「濃金色」頭部。
雄鳥在繁殖季節有幾個特徵，包括金色的身體、金橙色的頭部以及暗淡的下巴。牠的尾巴較短；這可能是性擇的結果，因為短尾巴已被證明能提高雄鳥的繁殖成功率。 非繁殖季節的雌雄鳥外觀相似，特徵為奶油色的腹部和棕色的背部，身體上半部有黑色或深棕色條紋，黑色的翅膀邊緣有棕色，頭部為金色。 牠們的喉嚨呈白色，脖子後部為暗淡的金色。 幼鳥與成鳥外觀相似，但顏色較淺。 牠會發出不同於其他鳥類的多種聲音，根據陽光海岸議會的說法，範圍從「teewip」到「wheezz, whit-whit」。 牠在發聲時會展現頭頂上的冠羽。

## 分佈與棲地
黃頭扇尾鶯的分布範圍和族群非常廣泛，覆蓋澳洲、柬埔寨、中國、印度、印尼、寮國、緬甸、尼泊爾、巴布亞新幾內亞、菲律賓、台灣、泰國、東帝汶和越南。其分布範圍估計為36,800,000 km2（14,200,000 sq mi），且是澳洲及從印度到菲律賓最常見的扇尾鶯物種。
該物種的棲地包括草坡、稀樹草原、林地、灌木叢、河流、濕地或灌溉農田，尤其是在草叢高且茂密的地區。除了繁殖季節外，該物種大多喜歡接近地面活動。 在澳洲北部，草原火災偶爾會使其遷移到森林邊緣棲地。 根據《BioLife》科學期刊的報告，牠通常棲息於海拔1,200米（3,900英尺）或以下的地區，然而《世界鳥類手冊》指出，牠在中國可棲息於高達1,500米（4,900英尺）的高度，並在龍目島棲息於1,800米（5,900英尺）的高度。

## 行為
黃頭扇尾鶯是雜食性動物，主要以無脊椎動物為食，如昆蟲和小蛞蝓，但也吃草籽。 它通常在地面上覓食，藏身於各種植物中，如草叢，並緩慢移動。牠通常終生居住在同一地區，但棲地變化有時會使其遷移至其他地點。來自新幾內亞和塔斯馬尼亞的紀錄顯示牠是一種游蕩的鳥類，並且在中國可能進行部分遷徙。在非繁殖季節很難發現它，這使得分析其遷移行為變得困難。 牠通常單獨行動或以小群體活動，但在非繁殖季節，群體可能會變得更大。

### 繁殖
黃頭扇尾鶯通常在雨季進行交配，而這個季節因國家而異。在亞洲，繁殖季節為中國的5月到7月，印度的4月到8月，摩鹿加群島和蘇拉威西的9月到3月，新幾內亞的12月到3月，東南亞的4月到9月。牠在澳洲北部可全年繁殖，而在澳洲西部則為1月至5月，澳洲東部為10月至4月。在澳洲東南部，通常在9月至10月進行繁殖，而其繁殖羽較早出現，通常在7月或8月。當降雨時，牠可在其他時期繁殖。牠可以是一夫一妻制或多配偶制，這取決於地區。 繁殖季節時，雄鳥有時會飛翔並鳴唱來展示自己。 在這些表演中，雄鳥會「垂直攀升，盤旋上升到約50米的巡航高度，圍繞飛行長達5分鐘，邊唱邊交替拍打和合攏翅膀」，然後急速下降到接近地面的位置。牠可以立即重複這一過程，或者飛到領地的另一部分再進行展示。在澳洲昆士蘭，雄鳥會捍衛其領地，該領地的大小為17.077。
黃頭扇尾鶯會在灌木叢、草叢及其他植物中築巢，距地面不超過3米（10英尺）。牠們用綠色的葉子、柔軟的植物絨毛和草來建巢，巢會與植物融為一體，達到偽裝的效果。 牠因為築巢技術而被稱為「所有鳥類中最優秀的裁縫」，經常用蜘蛛絲將巢縫合在一起。 根據《梅特蘭水星報》的記載，牠築巢的過程是先打孔，然後「穿過蜘蛛絲」，最後「將結構拉在一起」。巢由雌雄鳥共同建造，雌鳥負責縫合巢穴，而雄鳥則提供蜘蛛絲給雌鳥使用。 牠們的巢呈圓形，側邊有一個入口。
每次產下三到四顆蛋，由雌鳥孵卵，孵化時間約為11天。成功孵化的蛋約為32%。孵化後，雌鳥負責餵養幼鳥，而雄鳥則保護巢穴，驅趕接近的動物。幼鳥會在巢中停留11至13天，期間雌鳥會吞食牠們的糞便。

## 狀態
根據各國對黃頭扇尾鶯族群的報告，國際自然保護聯盟（IUCN）認為黃頭扇尾鶯的全球族群正在增長。 其族群密度因地區而異——大多數地區每公頃約有2到6隻鳥，而在澳洲西部金伯利地區，每公頃的鳥數可達27隻。 由於其廣泛的分布範圍和增長中的族群，IUCN紅色名錄將其列為無危物種。

## 圖庫

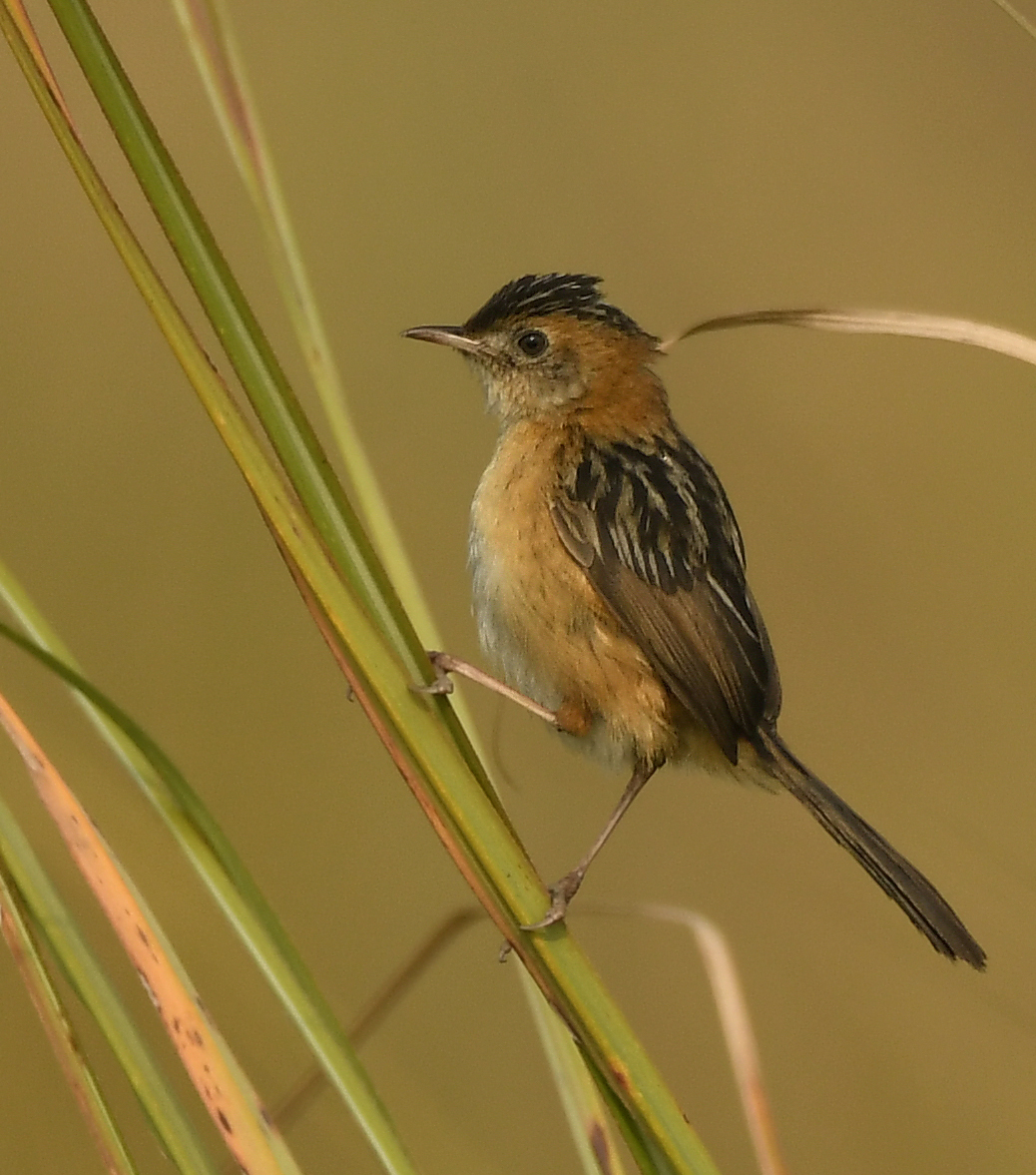
黃頭扇尾鶯 (Cisticola exilis tytleri) 瑪納斯國家公園,  阿薩姆邦, 印度
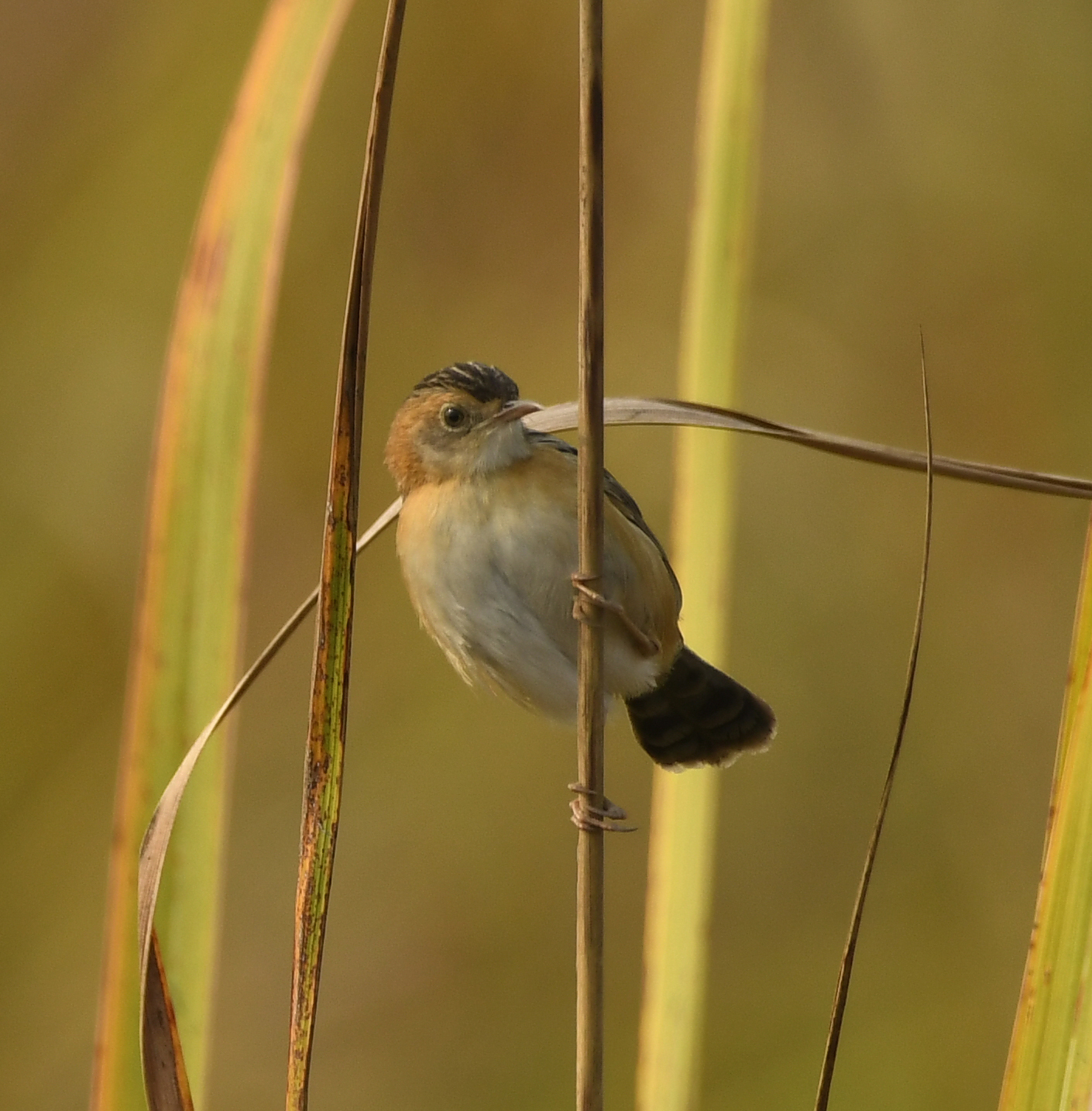
黃頭扇尾鶯 (Cisticola exilis tytleri) 瑪納斯國家公園,  阿薩姆邦, 印度
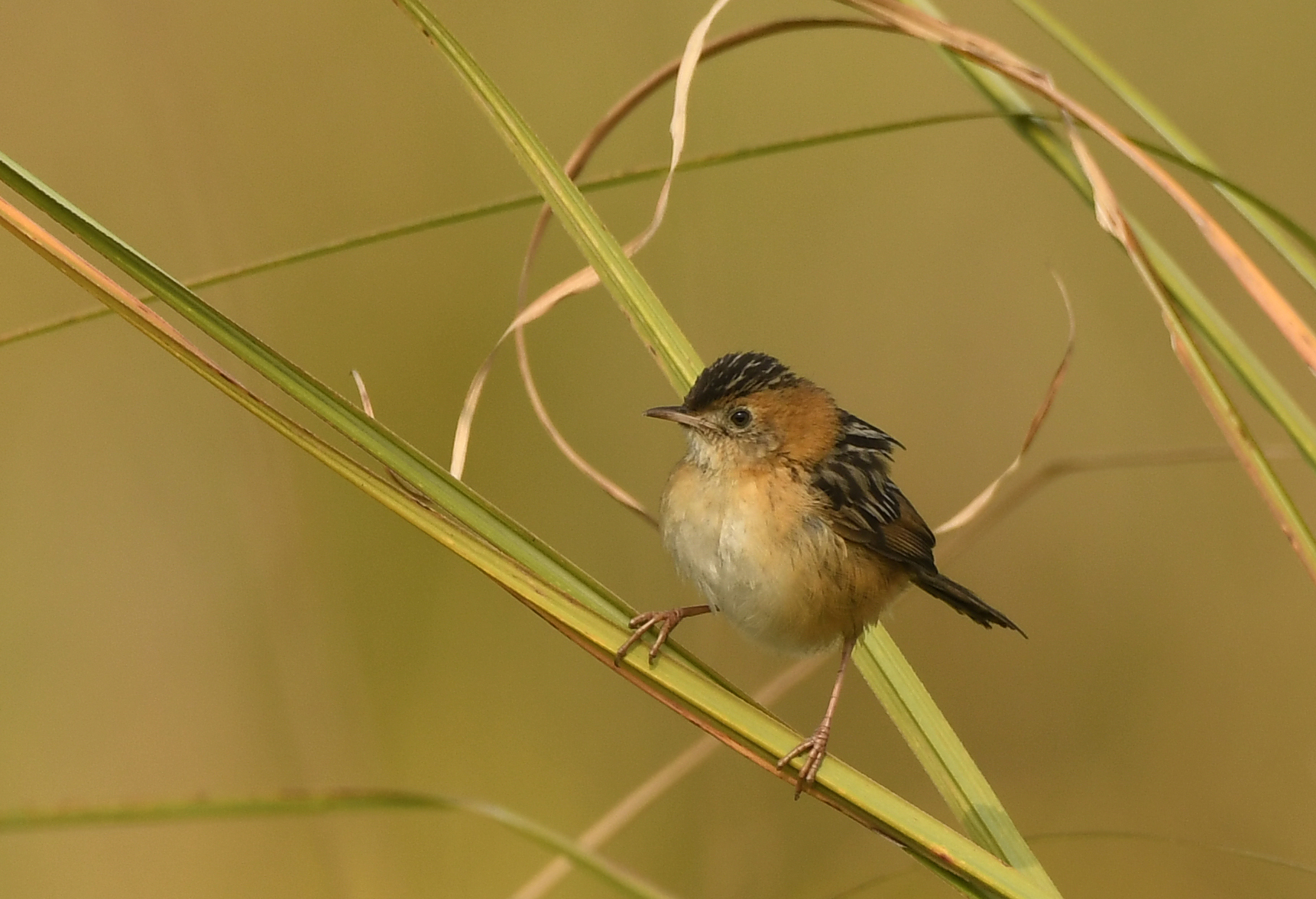
黃頭扇尾鶯 (Cisticola exilis tytleri) 瑪納斯國家公園,  阿薩姆邦, 印度